# Villa de Chilapa de Díaz
Villa de Chilapa de Díaz là một đô thị thuộc bang Oaxaca, México. Năm 2005, dân số của đô thị này là 1687 người.